# الاتصالات خلال هجمات 11 سبتمبر

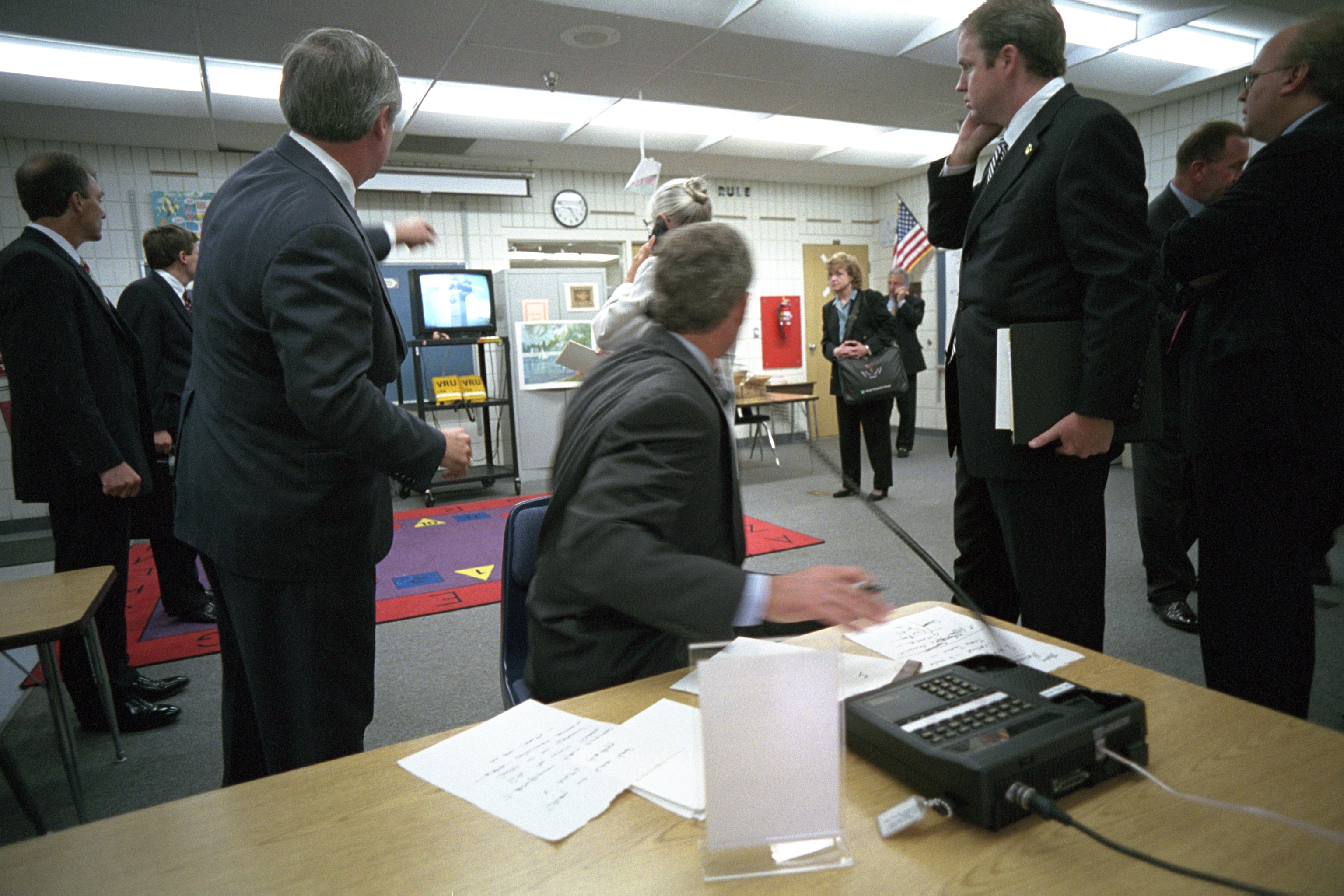
الرئيس جورج دبليو بوش يشاهد التغطية التلفزيونية لحادث اصطدام طائرة يونايتد إيرلاينز الرحلة 175 بمركز التجارة العالمي يوم الثلاثاء 11 سبتمبر 2001، أثناء تلقيه إحاطة في أحد الفصول الدراسية في مدرسة إيما إي بوكر الابتدائية في ساراسوتا بولاية فلوريدا. الصورة من إلتقاط إريك درابر، بإذن من مكتبة جورج دبليو بوش الرئاسية

لعبت مشاكل الاتصالات ونجاحاتها دورًا هامًا في هجمات 11 سبتمبر 2001 وما أعقبها. دُمرت النظم أو غُمرت بدرجات متفاوتة، بفعل أحمال أكبر من تلك المصممة لحملها، أو فشلت في العمل على النحو المنشود أو المطلوب.

## المهاجمون
يبدو أن منظمي هجمات 11 سبتمبر 2001 خططوا ونسقوا مهمتهم في اجتماعات مباشرة ولم يستخدموا سوى القليل من الاتصالات الإلكترونية أو لم يستخدموها إطلاقًا. هذا «الصمت الإذاعي» جعل كشف خطتهم أكثر صعوبة.

## الحكومة الفيدرالية
وفقًا لبيان موظفي لجنة هجمات 11/09 رقم 17، كان هناك العديد من حالات فشل الاتصال على مستوى الحكومة الفيدرالية أثناء وبعد هجمات 11 سبتمبر. ولعل الحدث الأخطر وقع في «مكالمة مؤتمر التهديدات الجوية» التي بدأها مركز القيادة الوطنية للقوات العسكرية (إن إم سي سي) بعد أن تحطمت طائرتان في مركز التجارة العالمي، ولكن قبل وقتٍ قصير من ضرب البنتاغون. لم يتمكن المشاركون من تضمين إدارة الطيران الفيدرالية (FAA لمركز قيادة المراقبة الجوية، الذي كان يحتوي على معظم المعلومات حول عمليات الاختطاف، في المكالمة.

وفقًا لتقرير الموظفين:
عمل المشغلون بشكل محموم لإدراج إف إيه إيه في هذا المؤتمر للتحاور عن بعد، لكنهم واجهوا مشاكل في المعدات وصعوبة في العثور على أرقام هواتف آمنة. استفسرت قيادة دفاع الفضاء الجوي الأمريكية الشمالية (نوراد) ثلاث مرات قبل الساعة 10:03 لتأكيد وجود إف إيه إيه في المؤتمر، لتقديم تحديث عن عمليات الاختطاف. لم تنضم إف إيه إيه إلى المكالمة حتى الساعة 10:17. لم يكن ممثل إف إيه إيه الذي انضم إلى المكالمة على دراية أو مسؤولية عن أي حالة اختطاف، ولم يكن بإمكانه الوصول إلى صناع القرار، ولم يكن لديه أي من المعلومات المتاحة لكبار مسؤولي إف إيه إيه في ذلك الوقت. ولم نجد أي دليل يشير إلى أن كبار قادة نوراد، في هذا الوقت الحرج، في أثناء صباح الحادي عشر من سبتمبر، في فلوريدا أو مجمع جبل شايان، كانوا ينسقون دائمًا مع نظرائهم في المقر الرئيسي لإدارة إف إيه إيه لتحسين الوعي بالأوضاع وتنظيم استجابة مشتركة. ارتجل الضباط من المستوى الأدنى – تجاوز مركز بوسطن التابع لـ إف إيه إيه سلسلة القيادة للاتصالات بـ نيادز. لكن كبار المسؤولين في وزارة الدفاع اعتمدوا على مؤتمر التهديدات الجوية الذي عقدته إن إم سي سي، والذي لم تشارك فيه إف إيه إيه مشاركةً مجدية.

## أول المستجيبين
بعد تفجير مركز التجارة العالمي عام 1993، رُكبت مكررات راديوية للاتصال في دائرة الإطفاء في مدينة نيويورك في مجمع البرج. ولأنهم لم يكونوا على علم بضرورة تشغيل عدة ضوابط لتنشيط نظام التكرار بالكامل، فقد رأى رؤساء الإطفاء في مركز القيادة في ردهة البرج الشمالي أن المكرر لم يعمل ولم يُستخدم، على الرغم من أنه كان يعمل واستُخدم بواسطة بعض رجال الإطفاء. عندما استنتج مسؤولو الشرطة أن البرجين التوأمين يواجهان خطر الانهيار وأمروا الشرطة بمغادرة المجمع، لم يُبلغ مسؤولي الإطفاء. لم يكن مسؤولو الإطفاء في الموقع يراقبون تقارير الأخبار الإذاعية ولم يفهموا على الفور ما حدث عندما انهار أول برج (الجنوبي).
كان هناك القليل من التواصل بين إدارة شرطة مدينة نيويورك وقيادة إدارة الإطفاء على الرغم من إنشاء مكتب إدارة الطوارئ (أو إي إم) في عام 1996 جزئيًا لتوفير هذا التنسيق. كان السبب الرئيسي لعدم قدرة أو إي إم على تنسيق الاتصالات وتبادل المعلومات في الساعات الأولى لاستجابة مركز التجارة العالمي هو فقدان مركز عمليات الطوارئ، الذي يقع في الطابق الثالث والعشرين من مركز التجارة العالمي السابع الذي أُخليَ بعد أن أصاب حطام انهيار البرج المبنى، ما أدى إلى اشتعال حرائق عديدة.
تعززت جهود الإغاثة الطارئة في كل من مانهاتن السفلى والبنتاغون من قِبل مشغلي اللاسلكي الهواة المتطوعين في الأسابيع التي تلت الهجمات.

## الضحايا
لعبت الهواتف المحمولة وهواتف بطاقات الائتمان في الطائرة دورًا رئيسيًا في أثناء وبعد الهجوم، بدءًا من الركاب المُختطفين الذين اتصلوا بالعائلة أو أخطروا السلطات بما يحدث. ومن الركاب والطاقم الذين أجروا المكالمات: ساندرا برادشو، وتود بامر، وتوم بيرنت، ومارك بينغهام، وبيتر هانسون، وجيريمي جليك، وباربرا كي أولسون، ورينيه مايو، ومادلين إيمي سويني، وبيتي أونغ، وروبرت فانغمان، بريان ديفيد سويني، وإدي فيلت. تمكن الركاب الأبرياء على متن الرحلة 93 التابعة للخطوط الجوية المتحدة من تقييم وضعهم على أساس هذه المحادثات والتخطيط لثورة أدت إلى تحطم الطائرة. ووفقًا لموظفي اللجنة: «أنقذت أعمالهم حياة عدد لا يُحصى من الركاب الآخرين، وربما أنقذت إما كابيتول الولايات المتحدة أو البيت الأبيض من الدمار».
وفقًا لموظفي لجنة هجمات 11/09، أجرى 13 راكبًا من الرحلة 93 ما يقارب أكثر من 30 مكالمة لكل من العائلة وأفراد الطوارئ (اثنتان وعشرون مكالمة هاتفية مؤكدة، ومكالمتين  من الهواتف المحمولة مؤكدة وثمانية غير محددة في التقرير). وقالت بريندا راني، المتحدثة باسم فيريزون وايرلس، إن الرحلة 93 كانت مدعومة بالعديد من مواقع الهاتف. وبحسب ما ورد كانت هناك ثلاث مكالمات هاتفية من الرحلة 11 وخمس من الرحلة 175 وثلاث مكالمات من الرحلة 77. سُجلت مكالمتين من هذه الرحلات، أجراها مضيفو الرحلة: بيتي أونغ على الرحلة 11 وسيسي لايلز على الرحلة 93.
قالت أليكسا جراف، المتحدث باسم إيه تي آند تي، إنه من الحظ أن تصل المكالمات إلى وجهاتها. قال مارفن سيربو، أستاذًا جامعيًا في الهندسة والسياسة العامة في جامعة كارنيغي ميلون في 14 سبتمبر 2001، «حقيقة الأمر هي أن الهواتف المحمولة يمكن أن تعمل في جميع مراحل الرحلة التجارية تقريبًا». قال خبراء الصناعة الآخرون أنه من الممكن استخدام الهواتف المحمولة بدرجات متفاوتة من النجاح أثناء صعود ونزول رحلات الخطوط الجوية التجارية.
بعد أن ضربت كل طائرة مخطوفة مركز التجارة العالمي، أجرى الأشخاص داخل الأبراج مكالمات مع العائلة والأحباء. بالنسبة للضحايا، كان هذا آخر اتصال لهم. وجه المتصلون الآخرون مناشداتهم للمساعدة في 9-1-1. أُصدر أكثر من تسع ساعات من مكالمات 9-1-1 في نهاية المطاف بعد توسلات النيويورك تايمز وعائلات ضحايا مركز التجارة العالمي. في عام 2001، لم تكن الهواتف المحمولة الأمريكية تمتلك قدرات التصوير الفوتوغرافي التي أصبحت منتشرة على نطاق واسع بحلول منتصف  القرن الحادي والعشرين.

## الاتصالات اللاسلكية
أدت الاتصالات اللاسلكية خلال هجمات 11 سبتمبر دوراً حيوياً في تنسيق جهود الإنقاذ التي تبذلها إدارة شرطة نيويورك، وإدارة الإطفاء في نيويورك، وإدارة شرطة هيئة الموانئ، والخدمات الطبية الطارئة.
في حين عُدلت الاتصالات اللاسلكية لمعالجة المشاكل التي اكتُشفت بعد تفجير مركز التجارة العالمي عام 1993، اكتشفت التحقيقات في الاتصالات اللاسلكية خلال هجمات 11 سبتمبر أن أنظمة الاتصالات والبروتوكولات التي ميزت كل إدارة أُعيقت من قِبل عدم إمكانية التشغيل المتبادل، وتلف البنية التحتية للشبكة أو فشلها خلال الهجوم، واستُحوذ على الاتصالات المتزامنة بين الرؤساء والمرؤوسين.